# Alaska Gold Rush
Alaska Gold Rush est un duo belge de free folk garage et indie rock, originaire de Bruxelles, en Belgique.

## Historique
(août 2023).
Le groupe fait ses débuts fin 2013 avec un premier EP Pilot Village Midnight. La presse belge reconnaît alors les « racines américaines profondes, couleur sable et blues rock » de leur son qui est qualifié de « folk électrisé et minimaliste ». En novembre, ils font la première partie de Basia Bulat et Nadine Shah au Botanique.
En 2014, Alaska Gold Rush se fait remarquer en gagnant deux concours importants de la scène rock en Belgique francophone : le Verdur Rock et le Concours-Circuit. Ils participent pour la première fois aux Nuits Botanique.
Armé de son nouveau single Dirty Road fraîchement sorti début 2015, le duo enchaîne les belles dates avec des concerts au Botanique, à l'Ancienne Belgique, au Festival de Dour et les Ardentes.
En 2016, Alaska Gold Rush s'engage dans une tournée d'un mois en Italie et annonce pour mai la sortie d'un premier album Wild Jalopy Of The Mist, dont est issu le single Violent Streets. Le groupe développe son répertoire en proposant certains morceaux rock garage et d'autres plus acoustiques, notamment au banjo. A l'été 2016, le groupe remporte le tremplin Jonge Wolven à Gand . Fin 2016, Alaska Gold Rush remporte un Sabam Award dans la catégorie pop rock folk et joue lors de la cérémonie le nouveau morceau Lincoln Country War. Cette année-là, le groupe se retrouve notamment à l'affiche des Nuits Botanique, du Brussels Summer Festival et des Gentse Feesten.
En 2018, Alaska Gold Rush sort un nouvel EP And The Sky Dives Again dans lequel le duo revient aux racines de la musique américaine qui les a influencés et développe le côté folk de leur compositions préférant les guitares acoustiques aux guitares électriques du premier album.
Le groupe commence à collaborer avec le label indépendant Luik Music et dévoile en 2019 un morceau inédit Birthday Parties.
En 2020, Alaska Gold Rush sort son deuxième album Camouflage chez Luik Music. De nombreux retours positifs paraissent dans la presse belge, notamment Le Soir, et française avec des retours dans le Rolling Stone et Indie Music.
Le 29 avril 2022, Alaska Gold Rush sort un troisième album intitulé Human Flare sur le label belge Luik Music et les français Cowboy A La Mode et Ideal Crash: dix titres lumineux autour du thème de l’humain et de ses relations aux autres. La presse en France et en Belgique accueille très favorablement le disque, le magazine Rock'n'Folk décrivant le single Arsonist comme "puissant et habité", la RTBF parlant du disque comme "un des albums du printemps", d'autres médias encore comme "l'album du renouveau". 
Human Flare est présenté le 10 mai au Botanique de Bruxelles lors des Nuits et d'une tournée de concerts en France et Belgique. 

## Récompenses
Le groupe a remporté plusieurs récompenses artistiques en Belgique :
- 2022 : VKRS video festival – best video for "OD On Sugar" (réalisée par Renaud Ledru)[19]
- 2016 : SABAM Award – best pop/folk/rock act[réf. nécessaire]
- 2015 : Gagnant du concours Jonge Wolven[20] (Gand)
- 2014 : Gagnant du Concours-Circuit[5] (Bruxelles)
- 2014 : Gagnant du concours Verdur Rock[5] (Namur)

## Discographie

### Albums studio
- 2016 : Wild Jalopy Of The Mist
- 2020 : Camouflage[21]
- 2022 : Human Flare[21]

### E.P.
- 2013 : Pilot Village Midnight
- 2015 : Dirty Road
- 2018 : And The Sky Dives Again
- 2020 : Before the Carnival (Live au Botanique)

## Membres du groupe
- 2013 - fin 2018: 
  - Renaud Ledru (guitare, voix)
  - Alexandre De Bueger (batterie)

- À partir de fin 2018: 
  - Renaud Ledru (guitare, voix)
  - Nicky Collaer (batterie)
- À partir de mars 2023 :
  - Renaud Ledru (guitare, voix)
  - Franck Baya (batterie)